# Gleba gliniasta
Gleba gliniasta – gleba powstała w procesie glebotwórczym z produktów wietrzenia skał pierwotnych. Składa się z małych cząsteczek glebowych, gęsto zbitych, z dużą zawartością części spławialnych o dużej zawartość łatwo pęczniejących koloidów, co zwiększa spoistość i lepkość gleby, a zmniejsza przepuszczalność dla powietrza i wody. 
Wyróżnia się kilka podtypów gleby gliniastej: glina piaszczysta, glina lekka, glina piaszczysto-ilasta, glina zwykła, glina pylasto-ilasta i glina ilasta.
Zachowuje wilgoć nawet w słoneczne dni tworząc zbitą skorupę, jest nieprzewiewna, zimna, żyzna, zawierają duże zasoby składników pokarmowych, ale trudna do upraw z powodu znacznej zwięzłości w stanie suchym i nadmiernej przylepności w stanie mokrym. W stanie wilgotnym jest lepka można ją rozdrobnić w palcach i formować. 